# Priah Ferguson
Priah Nicole Ferguson (Atlanta, 1 de outubro de 2006) é um atriz norte-americana. Ela é conhecida por seu papel como Erica Sinclair na série Netflix Stranger Things.

## Vida pessoal
Ferguson nasceu em Atlanta, Geórgia, em 1 de outubro de 2006, filho de John, diretor de design, e Adjua Ferguson, designer gráfica. Ela tem uma irmã mais nova chamada Jayda, que tem interesse em arte.

## Carreira
Priah Ferguson estava motivado para começar a atuar depois de assistir aos filmes Crooklyn e Daddy's Little Girls. Ela começou em 2015 atuando em filmes curtos e independentes. Em 2016, ela fez sua estréia na televisão no FX Networks Atlanta criado por Donald Glover e a drama Guerra Civil Mercy Street. Em 2017, Ferguson foi escalado na série de televisão de terror de ficção científica Netflix Stranger Things, em um pequeno papel como Erica Sinclair. Ela foi promovida a um papel recorrente na terceira temporada. Em 2018, ela estreiou The Oath.   convidado Ferguson atuou na NBC mostram Bluff City Law com Jimmy Smits em 2019.

## Filmografia

### Cinema
| Ano  | Título                       | Papel        | Notas          |
| ---- | ---------------------------- | ------------ | -------------- |
| 2015 | Suga Water                   | Kai jovem    | Curta-metragem |
| 2016 | Deus ex Machina              | Garotinha    | Curta-metragem |
| 2017 | La Vie Magnifique De Charlie | Brandy jovem |                |
| 2017 | Ends                         | Charlie      | Curta-metragem |
| 2018 | The Oath                     | Hardy        |                |
| 2022 | Glitter Ain't Gold           | Tawanda      | Curta-metragem |
| 2022 | The Curse of Bridge Hollow   | Sydney       |                |

### Televisão
| Ano           | Título             | Papel          | Notas                             |
| ------------- | ------------------ | -------------- | --------------------------------- |
| 2016          | BB Brown & Friends | Jojo           | 2 episódios                       |
| 2016          | Coffee X Cream     | Michelle       | 2 episódios                       |
| 2016          | Atlanta            | Asia           | Episódio: "Streets on Lock"       |
| 2017          | Mercy Street       | Menina         | Episódio: "One Equal Temper"      |
| 2017          | Daytime Divas      | Fatima         | Episódio: "Lunch is on Us"        |
| 2017-presente | Stranger Things    | Erica Sinclair | Elenco principal                  |
| 2019          | Bluff City Law     | Erika          | Episódio: "When the Levee Breaks" |
| 2022          | Hamster & Gretel   | Bailey         |                                   |

## Ligações Externas
- Priah Ferguson. no IMDb.